# Discografia di Fabrizio De André
La discografia di Fabrizio De André si estende nell'arco di più decenni, dalle registrazioni in studio ai concerti dal vivo. Ha pubblicato 13 album in studio, il primo dei quali è Vol. 1º del 1967 e l'ultimo è Anime salve del 1996.

## Album

### Album in studio
- 1967 – Vol. 1º (Bluebell, BBLP 39, maggio; versione in mono con copertina marrone apribile)
  - Ristampe:
    - Settembre 1967: Bluebell, BBLP 39; versione in stereo con copertina a busta chiusa e primo piano del cantautore (questa sarà la copertina anche delle ristampe successive)
    - 1971: Produttori Associati, PA/LP 39; questa ristampa e le seguenti hanno La stagione del tuo amore al posto di Caro amore
    - 1978: Dischi Ricordi, SMRL 6236
    - 2009: Sony BMG/RCA, 886975997510; versione in vinile rosso; per errore in copertina è riportata Caro amore, ma in realtà sul vinile è presente La stagione del tuo amore

- 1968 – Tutti morimmo a stento (Bluebell, BBLP 32)
  - Ristampe:
    - 1970: Produttori Associati, PA/LP 32
    - 1978: Dischi Ricordi, SMRL 62292009: Sony BMG/RCA, 886976090012; versione in vinile giallo

- 1968 – Volume 3º (Bluebell, BBLP 33)
  - Ristampe:
    - 1970: Produttori Associati, PA/LP 33
    - 1978: Dischi Ricordi, SMRL 6237
    - 2009: Sony BMG/RCA, 88697615141; versione in vinile blu

- 1970 – La buona novella (Produttori Associati, PA/LP 34)
  - Ristampe:
    - 1970: Produttori Associati, PA/LP 34; stesso numero di catalogo ma copertina cambiata, da color oro a bianco e nero, con un ritratto di De André; questa è la copertina usata nelle ristampe successive
    - 1978: Dischi Ricordi, SMRL 6230
    - 2009: Sony BMG/RCA, 88697615151; versione in vinile oro

- 1971 – Non al denaro, non all'amore né al cielo (Produttori Associati, PA/LP 40)
  - Ristampe:
    - 1978: Dischi Ricordi, SMRL 6231

- 1973 – Storia di un impiegato (Produttori Associati, PA/LP 49)
  - Ristampe:
    - 1978: Dischi Ricordi, SMRL 6232

- 1974 – Canzoni (Produttori Associati, PA/LP 52)
  - Ristampe:
    - 1978: Dischi Ricordi, SMRL 6233

- 1975 – Vol. 8 (Produttori Associati, PA/LP 54)
  - Ristampe:
    - 1978: Dischi Ricordi, SMRL 6238

- 1978 – Rimini (Dischi Ricordi, SMRL 6221)

- 1981 – Fabrizio De André (Dischi Ricordi, SMRL 6281)

- 1984 – Creuza de mä (Dischi Ricordi, SMRL 6308)

- 1990 – Le nuvole (Dischi Ricordi)

- 1996 – Anime salve (BMG Ricordi)

### Album dal vivo
- 1979 – Fabrizio De André in concerto - Arrangiamenti PFM
- 1980 – Fabrizio De André in concerto - Arrangiamenti PFM Vol. 2º
- 1991 – 1991 concerti
- 1999 – De André in concerto
- 2001 – Fabrizio De André in concerto volume II
- 2001 – Ed avevamo gli occhi troppo belli
- 2012 – La Bussola e Storia di un impiegato - Il concerto 1975/76
- 2012 – Fabrizio De André + PFM - Il concerto 1978/79
- 2012 – L'indiano - Il concerto 1981/82
- 2012 – Crêuza de mä - Il concerto 1984
- 2012 – Le nuvole - Il concerto 1991
- 2012 – In teatro - Il concerto 1992/93
- 2012 – Anime salve - Il concerto 1997
- 2012 – Mi innamoravo di tutto - Il concerto 1997/98
- 2020 - Il concerto ritrovato

 Raccolte periodo Karim
- 1966 – Tutto Fabrizio De André
- 1968 – La canzone di Marinella (ristampa di Tutto Fabrizio De André)
- 1969 – Nuvole barocche
- 1972 – Fabrizio De André (ristampa doppia di Tutto Fabrizio De André e Nuvole barocche)
- 1982 – Fabrizio De André (SuperStar)
- 1991 – Il viaggio
- 1995 – La canzone di Marinella
- 2000 – Peccati di gioventù
- 2017 – ...Era solo Fabrizio
- 2017 – ...Era solo Fabrizio Vol. 2
- 2019 – This Is Fabrizio De André (contiene anche brani del periodo post-Karim)

 Raccolte periodo post-Karim
- 1976 – Fabrizio De André (noto come “Antologia nera”, contiene la prima pubblicazione ufficiale su LP del brano Il pescatore)
- 1982 – Fabrizio De André (Profili musicali)
- 1986 – Fabrizio De André (noto come antologia blu)
- 1997 – Mi innamoravo di tutto (contiene un'interpretazione inedita de "La canzone di Marinella" eseguita con Mina)
- 1999 – Da Genova
- 2001 – Mediterraneo
- 2004 – Fabrizio De André (Platinum Deluxe)
- 2004 – Una musica per i dannati
- 2005 – In direzione ostinata e contraria
- 2006 – In direzione ostinata e contraria 2
- 2008 – Effedia - Sulla mia cattiva strada
- 2017 – Tu che m'ascolti insegnami

## Box set
- 1984 – Fabrizio De André (ristampa degli album Vol. 1º, Volume 3º, Vol. 8, Rimini)
- 1995 – Fabrizio De André (detto anche “Cofanetto rosso”; non sono presenti, oltre a tutta la produzione Karim, Caro amore, Una storia sbagliata e Titti)
- 1999 – Opere complete (non sono presenti, oltre a tutta la produzione Karim, Caro amore, La canzone di Marinella cantata con Mina e Titti)
- 2009 – Opera completa (non sono presenti, oltre a tutta la produzione Karim, Caro amore, La canzone di Marinella cantata con Mina, Una storia sbagliata e Titti; contiene gli album dal vivo con la PFM e i concerti del 1991 del tour Le nuvole, nonché la straordinaria registrazione video del concerto al Teatro Brancaccio di Roma del 1998)
- 2011 – Dentro Faber (8 DVD usciti in edicola)
- 2012 – I concerti (8 doppi album dal vivo inediti anch'essi usciti in edicola)
- 2013 – Gli album originali (ristampa di 15 album su vinile)
- 2015 – Col Suo Marchio Speciale (ristampa di 17 album su CD)
- 2015 – Fabrizio De André In Studio (ristampa di 13 album su CD)

## Singoli
- 1961 – Nuvole barocche/E fu la notte (Karim, KN 101; ottobre)
- 1961 – La ballata del Miché/La ballata dell'eroe (Karim, KN 103)
- 1963 – Il fannullone/Carlo Martello ritorna dalla battaglia di Poitiers (Karim, KN 177)
- 1963 – Il testamento/La ballata del Miché (Karim, KN 184)
- 1964 – La ballata dell'eroe/La guerra di Piero (Karim, KN 194)
- 1964 – Valzer per un amore/La canzone di Marinella (Karim, KN 204)
- 1965 – Per i tuoi larghi occhi/Fila la lana (Karim, KN 206)
- 1965 – La città vecchia/Delitto di paese (Karim, KN 209)
- 1966 – La canzone dell'amore perduto/La ballata dell'amore cieco (o della vanità) (Karim, KN 214)
- 1966 – Geordie/Amore che vieni, amore che vai (Karim, KN 215; aprile)
- 1967 – Preghiera in gennaio/Si chiamava Gesù (Bluebell, BB 03177)
  - Ristampa:
    - 1970: Produttori Associati, PA/NP 3177
- 1967 – Via del Campo/Bocca di rosa (Bluebell, BB 03187)
  - Ristampa:
    - 1971: Produttori Associati, PA/NP 3187
- 1967 – Caro amore/Spiritual (Bluebell, BB 03189)
- 1968 – La canzone di Barbara/Carlo Martello ritorna dalla battaglia di Poitiers (Bluebell, BB 03193)
- 1968 – Carlo Martello ritorna dalla battaglia di Poitiers/Il testamento (Bluebell, BB 03193)
- 1968 – La canzone di Marinella/Amore che vieni, amore che vai (Bluebell, BB 03202)
  - Ristampa:
    - 1971: Produttori Associati, PA/NP 3202
- 1968 – La ballata del Miché/La guerra di Piero (Bluebell, BB 03204)
  - Ristampa:
    - 1971: Produttori Associati, PA/NP 3204
- 1969 – Il gorilla/Nell'acqua della chiara fontana (Bluebell, BB 03206)
- 1969 – Leggenda di Natale/Inverno (Bluebell, BB 03208)
- 1970 – Il pescatore/Marcia nuziale (Liberty Records, LIB 9065)
  - Ristampa:
    - 1971: Produttori Associati, PA/NP 3211
- 1971 – La stagione del tuo amore/Spiritual (Produttori Associati, PA/NP 3189)
- 1971 – Un matto/Un giudice (Produttori Associati, PA/NP 3196)
- 1972 – Suzanne/Giovanna d'Arco (Produttori Associati, PA/NP 3216)
- 1973 – Il bombarolo/Verranno a chiederti del nostro amore (Produttori Associati, PA/NP 3224)
- 1974 – La cattiva strada/Amico fragile (Produttori Associati, PA/NP 3236)
- 1978 – Andrea/Volta la carta (Dischi Ricordi, SRL 10.863)
- 1978 – Rimini/Coda di lupo (Dischi Ricordi, SRL 10.864)
- 1978 – Avventura a Durango/Sally (Dischi Ricordi, SRL 10.866)[1]
- 1978 – Il pescatore/Carlo Martello ritorna dalla battaglia di Poitiers (Dischi Ricordi, SRL 10.874)
- 1979 – Il pescatore/Bocca di Rosa[2](Dischi Ricordi, SRL 10.901; dal vivo, con la Premiata Forneria Marconi)
- 1980 – Una storia sbagliata/Titti (Dischi Ricordi, SRL 10.926)

## Album tributo
- 1995 – AA. VV. – Canti randagi
- 1998 – Leano Morelli – Leano Morelli canta i successi di Fabrizio De André
- 1999 – AA. VV. – Äia da respiâ - Genova canta De André
- 2002 – Piccola Bottega Baltazar – Poco Tempo Troppa Fame - Omaggio a Fabrizio De André[3]
- 2003 – AA. VV. – Faber, amico fragile
- 2003 – AA. VV. – Mille papaveri rossi
- 2003 – AA. VV. – Non più i cadaveri dei soldati (Un omaggio a Fabrizio De André)
- 2004 – Mauro Pagani – 2004 Creuza de mä
- 2005 – Kinnara – Il disordine dei sogni (ricordando Fabrizio De André)[4]
- 2005 – Morgan – Non al denaro non all'amore nè al cielo
- 2005 – AA. VV. – Nuvole - Tributo a Fabrizio De André (concerto all'Anfiteatro Romano di Cagliari - 10 luglio 2005)
- 2006 – AA. VV. – Omaggio a Fabrizio De André (concerto all'Anfiteatro Romano di Cagliari del 10 luglio 2005)
- 2006 – The Spoon River Band – Facce da Mandillä[5]
- 2006 – AA. VV. – "Civitella in musica": Tributo a Fabrizio De André
- 2008 – Mille anni ancora – Storia di un impiegato
- 2008 – Fab Ensemble – StoriE di un impiegato
- 2008 – Premiata Forneria Marconi – PFM canta De André
- 2008 – Casa del Jazz All Stars – Omaggio a De André[6]
- 2010 – Premiata Forneria Marconi – A.D. 2010 - La buona novella
- 2010 - AA. VV. – Insieme de Andrè (CD realizzato dall'associazione "La voce delle donne")[7][8]
- 2011 – London Symphony Orchestra diretta da Geoff Westley – Sogno nº 1
- 2019 – AA. VV. – Faber nostrum

## Videografia
- 1999 – Parole e canzoni (VHS + libro, curati da Cotroneo R. e Mollica V.)
- 2004 – Fabrizio De André in concerto (concerto integrale tenuto al Teatro Brancaccio, Roma 13 e 14 febbraio 1998)
- 2008 – Faber. Vita, battaglie e canzoni di Fabrizio De André (il DVD è parte della monografia multimediale, assieme al libro Accordi eretici a cura di Bruno Bigoni e Romano Giuffrida, Rizzoli, 2008, ISBN 9788817024105)
- 2008 – Effedia - Sulla mia cattiva strada (raccolta di video editi ed inediti)
- 2020 - Fabrizio De André & PFM - Il Concerto Ritrovato (concerto registrato a Genova il 3 gennaio 1979)

## Collaborazioni
| Anno | Titolo                  | Autori del testo                                    | Autori della musica                                              | Interpreti                                                      |
| ---- | ----------------------- | --------------------------------------------------- | ---------------------------------------------------------------- | --------------------------------------------------------------- |
| 1965 | Stringendomi le mani    | Fabrizio De André                                   | Elvio Monti                                                      | Giuliana Milan                                                  |
| 1968 | Ho veduto               | Fabrizio De André e Riccardo Mannerini              | Vittorio De Scalzi, Nico Di Palo e Gian Piero Reverberi          | New Trolls                                                      |
| 1968 | Signore, io sono Irish  | Fabrizio De André e Riccardo Mannerini              | Vittorio De Scalzi, Nico Di Palo e Gian Piero Reverberi          | New Trolls                                                      |
| 1968 | Susy Forrester          | Fabrizio De André                                   | Vittorio De Scalzi, Nico Di Palo e Gian Piero Reverberi          | New Trolls                                                      |
| 1968 | Duemila                 | Fabrizio De André e Riccardo Mannerini              | Vittorio De Scalzi, Nico Di Palo e Gian Piero Reverberi          | New Trolls                                                      |
| 1968 | Ti ricordi, Joe?        | Fabrizio De André e Riccardo Mannerini              | Vittorio De Scalzi, Nico Di Palo e Gian Piero Reverberi          | New Trolls                                                      |
| 1968 | Padre O'Brien           | Fabrizio De André, Saro Leva e Gian Piero Reverberi | Vittorio De Scalzi, Nico Di Palo e Gian Piero Reverberi          | New Trolls                                                      |
| 1968 | Tom Flaherty            | Fabrizio De André e Riccardo Mannerini              | Vittorio De Scalzi, Nico Di Palo e Gian Piero Reverberi          | New Trolls                                                      |
| 1968 | Andrò ancora            | Fabrizio De André e Riccardo Mannerini              | Vittorio De Scalzi, Nico Di Palo e Gian Piero Reverberi          | New Trolls                                                      |
| 1969 | Le strade del mondo     | Umberto Simonetta ed Enrico Vaime                   | Fabrizio De André e Gian Piero Reverberi                         | Laura Olivari                                                   |
| 1969 | Gulliver (album)        | Umberto Simonetta ed Enrico Vaime                   | Fabrizio De André e Gian Piero Reverberi                         | Arturo Corso, Anna Nogara, Giancarlo Dettori e Sandro Massimini |
| 1970 | A famiggia di Lippe     | Pietro Campodonico                                  | Fabrizio De André e Gian Piero Reverberi                         | Piero Parodi                                                    |
| 1972 | Ballata triste          | Vito Elio Petrucci                                  | Fabrizio De André e Gian Piero Reverberi                         | Piero Parodi                                                    |
| 1980 | La famosa volpe azzurra | Fabrizio De André e Sergio Bardotti                 | Leonard Cohen                                                    | Ornella Vanoni                                                  |
| 1985 | Faccia di cane          | Fabrizio De André e Roberto Ferri                   | Vittorio De Scalzi, Gianni Belleno, Nico Di Palo e Ricky Belloni | New Trolls                                                      |
| 1992 | Pitzinnos in sa gherra  | Fabrizio De André e Gino Marielli                   | Gino Marielli                                                    | Tazenda                                                         |
| 1992 | Navigare                | Fabrizio De André e Gianfranco Manfredi             | Fabrizio De André, Ricky Gianco e Gianfranco Manfredi            | Ricky Gianco                                                    |
| 1994 | Cose che dimentico      | Fabrizio De André e Carlo Facchini                  | Cristiano De André                                               | Cristiano De André                                              |
| 2004 | Lunfardia               | Fabrizio De André e Roberto Ferri                   | Roberto Ferri                                                    | Adriano Celentano                                               |